# Грабув (Суленцинський повіт)
Грабув (пол. Grabów) — село в Польщі, у гміні Тожим Суленцинського повіту Любуського воєводства.
Населення — 252 особи (2011).
У 1975-1998 роках село належало до Зеленогурського воєводства.

## Демографія
Демографічна структура станом на 31 березня 2011 року:
|          | Загалом | Допрацездатний вік | Працездатний вік | Постпрацездатний вік |
| -------- | ------- | ------------------ | ---------------- | -------------------- |
| Чоловіки | 126     | 29                 | 91               | 6                    |
| Жінки    | 126     | 36                 | 74               | 16                   |
| Разом    | 252     | 65                 | 165              | 22                   |